# Języki pahari
Języki pahari (dosłownie: „górskie”) – zbiorcze określenie na języki strefy północnej języków indoaryjskich używane w sumie przez ok. 29 milionów osób na niższych piętrach Himalajów w Nepalu i Indiach. Dzielą się na cztery podgrupy. 
Język urzędowy język Nepalu – nepalski, należy do podgrupy wschodniej języków pahari.

## Klasyfikacja języków pahari[1]
- Wschodnie pahari
  - nepali
  - palpa
- Garhwali
  - garhwali
- Centralne pahari
  - kumauni
- Zachodnie pahari
  - mahasu
  - bhadrawahi
  - bhattiyali
  - ćambeali
  - ćurahi
  - dogri
  - gaddi
  - hinduri
  - dźaunsari
  - bilaspuri
  - kullu
  - kinnauri
  - mandeali
  - pangwali
  - potwari
  - sirmauri
  - kangri